# Teófilo Cubillas
Cubillas  Arizaga est un nom espagnol. Le premier nom de famille, en général paternel, est Cubillas ; le second, en général maternel, souvent omis, est Arizaga.
Teófilo Juan Cubillas Arizaga, né le 8 mars 1949 à Lima, est un footballeur international péruvien. Élu meilleur joueur sud-américain de l'année en 1972, il demeure l'une des références du football péruvien et sud-américain de tous les temps.
Évoluant au poste de milieu de terrain offensif, doté d'une bonne vision du jeu et d'une excellente technique, rapide, vif, bon dribbleur, Cubillas - surnommé El Nene - se distingue par son sens du but. En effet, selon l'IFFHS, il marque 268 buts en 469 rencontres officielles de 1re division, ce qui le place parmi les milieux de terrain les plus prolifiques de l'histoire.

## Biographie

### En club

#### Débuts au Pérou (1966-1972)
Il débute à 17 ans dans le championnat du Pérou au sein de l'Alianza Lima. Lors de sa première saison, il est sacré meilleur buteur du championnat avec 19 buts et devient rapidement une star du football péruvien. En 1970, il est à nouveau le meilleur buteur du tournoi avec 22 buts.
En 1971, les dirigeants de l'Alianza Lima et du Deportivo Municipal forment un onze performant avec les meilleurs joueurs des deux clubs pour pouvoir affronter des clubs européens et associer Teófilo Cubillas à Hugo Sotil, une autre grande étoile de son époque, formant alors un fameux duo dont on se souvient encore au Pérou sous le nom de « Dupla de Oro ». Cette équipe bat 1-0 le Benfica Lisbonne d'Eusebio. Ils gagnent également 4-1 face au Bayern Munich de Franz Beckenbauer et Gerd Müller. Ce match est dans toutes les mémoires au Pérou, non seulement pour la victoire, mais aussi pour les nombreux gestes techniques réalisés par Cubillas et Sotil, qui régalèrent le public. Ce soir-là, Cubillas marqua 2 buts.
En 1972, il est élu meilleur joueur sud-américain de l'année, distinction remarquable lorsque l'on sait que le second de ce vote fut le « Roi » Pelé, lui-même. Cette année-là, il est également sacré meilleur buteur de la Copa Libertadores.
Le 31 octobre 1973, il fait partie de la sélection de l'Amérique du Sud qui bat par 7 tirs au but à 6 celle de l'Europe (4-4 au coup de sifflet final). Ce soir-là, au Camp Nou, l'Amérique du Sud aligne une attaque redoutable avec Jairzinho, Brindisi, Sotil, Cubillas et Rivelino.

#### Tentative en Europe puis retour au Pérou (1973-1979)
En 1973, il est transféré au FC Bâle où il ne reste que six mois, qui ne lui permettront pas de montrer l'étendue de son talent.
Cubillas est transféré au FC Porto en 1974 où il devient l'idole des supporters, capitaine et buteur, marquant 65 buts en 108 rencontres. Il y reste trois saisons, décrochant, notamment la place de vice-champion en 1975.
Il retourne au Pérou en 1977, pour rejouer à l'Alianza Lima, et y gagner deux championnats consécutifs (1977 et 1978).

#### Séjour aux États-Unis avec les stars (1979-1983)
En 1979, il va en NASL pour jouer à Fort Lauderdale aux côtés de George Best, de Gerd Müller et de Elias Figueroa. Cubillas y jouera cinq saisons, devenant le meilleur joueur du club et le meilleur buteur de l'histoire des Strikers de Fort Lauderdale.

#### Fin de carrière entre les États-Unis et le Pérou (1984-1988)
Il prend sa retraite officielle en 1986, à l'âge de 36 ans. Son jubilé est l'occasion d'aligner diverses stars mondiales du ballon rond. En 1987, à la suite de la tragédie dans laquelle sont morts tous les joueurs de l'Alianza Lima, Cubillas reprend du service pour aider son club. Il participe aux 13 journées restantes, et obtient la deuxième place du championnat.
En 1988 et en 1989, il rejouera en Floride à Fort Lauderdale et au Miami Sharks.

### En équipe nationale
Après avoir éliminé l'Argentine en qualifications, Cubillas se révèle à la Coupe du monde 1970, dès le premier match contre la Bulgarie (3-2). Après s'être joué de trois défenseurs, il conclut son action par une frappe dans la lucarne. Il marquera ensuite deux buts au Maroc, un à l'Allemagne de l'Ouest et un autre au Brésil. Il termine troisième au classement des meilleurs buteurs et meilleur jeune du tournoi mondial. Les observateurs remarquent sa technique, sa percussion et sa complicité en attaque avec Hugo Sotil. Après la Coupe du monde, Pelé déclare que Cubillas sera son « successeur ».
Cubillas remporte la Copa América avec l'équipe du Pérou en 1975, il est élu meilleur joueur du tournoi et de tous ses buts, on distingue celui qu'il marque d'une « feuille morte », lors de la victoire (3-1) du Pérou sur le Brésil.
Il joue la Coupe du monde 1978. Lors du premier tour, il contribue au bon classement de sa sélection qui termine première de son groupe. Il marque cinq buts, faisant preuve d'une habileté extraordinaire. Par exemple, contre l'Écosse, il marque un but sur coup franc d'un extérieur du pied. Dans ce tournoi, le milieu de terrain du Pérou, composé de José Velásquez, César Cueto et Cubillas a été considéré par la presse internationale comme le meilleur de la première phase du Mundial. Lors du second tour, l'équipe du Pérou baisse de niveau et termine son parcours par une correction infligée par l'Argentine (6-0). Un résultat qui a suscité la polémique, car il permettait à la nation hôte de se qualifier pour la finale. Malgré tout, Cubillas a terminé deuxième meilleur réalisateur du tournoi avec 5 buts et a été élu dans le onze idéal de cette Coupe du monde.
Il joue le Mundial 1982 à 33 ans, mais ne marque pas. Après l'élimination dès le premier tour de l'équipe péruvienne, Cubillas renonce à porter le maillot de la sélection, il clôt ainsi sa carrière internationale.
Cubillas inscrit 10 buts en trois participations à la Coupe du monde (1970, 1978 et 1982), il pointe toujours au huitième rang des buteurs, toutes phases finales confondues. Il reste le meilleur réalisateur des milieux offensifs (avec une moyenne de 0,76). Meilleur que les Maradona, Cruyff, Zico, Zidane, Platini et consorts.

### Un joueur reconnu après sa retraite
Même si la renommée de Cubillas a souffert d'un relatif anonymat, lorsque RSSSF recense, pour la fin du XXe siècle, les joueurs les plus cités dans les différentes listes établies par les revues spécialisées, Cubillas fait partie de la moitié d'entre elles et est considéré ainsi par RSSSF comme faisant partie intégrante des cinquante meilleurs joueurs du siècle.
Surnommé « El Nene », il est considéré comme un des meilleurs joueurs sud-américains de tous les temps. En 2004 il est dans la liste des cinquante meilleurs joueurs du XXe siècle (publiée par l'IFFHS). Cette même année, Pelé l'a nommé dans sa liste des 125 meilleurs joueurs, la FIFA 100.

## Statistiques

### Par saison
| Saison    | Club                     | Pays              | Championnat | Championnat | Coupes nationales | Coupes nationales | Coupes internationales | Coupes internationales |
| Saison    | Club                     | Pays              | Matchs      | Buts        | Matchs            | Buts              | Matchs                 | Buts                   |
| --------- | ------------------------ | ----------------- | ----------- | ----------- | ----------------- | ----------------- | ---------------------- | ---------------------- |
| 1966      | Alianza Lima             | Pérou Div. 1      | 23          | 19          | -                 | -                 | -                      | -                      |
| 1967      | Alianza Lima             | Pérou Div. 1      | 25          | 9           | -                 | -                 | -                      | -                      |
| 1968      | Alianza Lima             | Pérou Div. 1      | 25          | 19          | -                 | -                 | -                      | -                      |
| 1969      | Alianza Lima             | Pérou Div. 1      | 11          | 5           | -                 | -                 | -                      | -                      |
| 1970      | Alianza Lima             | Pérou Div. 1      | 27          | 22          | -                 | -                 | -                      | -                      |
| 1971      | Alianza Lima             | Pérou Div. 1      | 29          | 22          | -                 | -                 | -                      | -                      |
| 1972      | Alianza Lima             | Pérou Div. 1      | 29          | 14          | -                 | -                 | 6                      | 6                      |
| 1973-1974 | FC Bâle                  | Suisse Div. 1     | 10          | 3           | 2                 | 3                 | 4                      | 2                      |
| 1973-1974 | FC Porto                 | Portugal Div. 1   | 12          | 4           | 3                 | 1                 | -                      | -                      |
| 1974-1975 | FC Porto                 | Portugal Div. 1   | 28          | 9           | 6                 | 4                 | 4                      | 2                      |
| 1975-1976 | FC Porto                 | Portugal Div. 1   | 29          | 28          | 4                 | 4                 | 5                      | 4                      |
| 1976-1977 | FC Porto                 | Portugal Div. 1   | 14          | 7           | 3                 | 2                 | 2                      | 1                      |
| 1977      | Alianza Lima             | Pérou Div. 1      | 32          | 23          | -                 | -                 | -                      | -                      |
| 1978      | Alianza Lima             | Pérou Div. 1      | 15          | 12          | -                 | -                 | 10                     | 7                      |
| 1979      | Fort Lauderdale Strikers | États-Unis NASL   | 30          | 11          | -                 | -                 | -                      | -                      |
| 1980      | Fort Lauderdale Strikers | États-Unis NASL   | 27          | 16          | -                 | -                 | -                      | -                      |
| 1981      | Fort Lauderdale Strikers | États-Unis NASL   | 36          | 16          | -                 | -                 | -                      | -                      |
| 1982      | Fort Lauderdale Strikers | États-Unis NASL   | 19          | 16          | -                 | -                 | -                      | -                      |
| 1983      | Fort Lauderdale Strikers | États-Unis NASL   | 27          | 15          | -                 | -                 | -                      | -                      |
| 1984      | Alianza Lima             | Pérou Div. 1      | 6           | 4           | -                 | -                 | -                      | -                      |
| 1985      | South Florida Sun        | États-Unis Div. 2 | 3           | 1           | -                 | -                 | -                      | -                      |
| 1986      | South Florida Sun        | États-Unis Div. 2 | 4           | 0           | -                 | -                 | -                      | -                      |
| 1987      | Alianza Lima             | Pérou Div. 1      | 13          | 3           | -                 | -                 | -                      | -                      |
| 1988      | Fort Lauderdale Strikers | États-Unis Div. 2 | 5           | 7           | -                 | -                 | -                      | -                      |
| 1989      | Miami Sharks             | États-Unis Div. 2 | 2           | 2           | -                 | -                 | -                      | -                      |
| 1966-89   |                          | Total carrière    | 481         | 278         | 18                | 14                | 31                     | 22                     |

### Par compétition
(janvier 2015).
- Championnat : 469 matchs, 268 buts[2].
- Seconde division : 22 matchs, 10 buts.
- Coupes Internationales : 28 matchs, 22 buts.
  - 13 buts en Copa Libertadores,
  - 2 buts en Coupe des champions,
  - 7 buts en Coupe de l'UEFA.
- Coupes nationales : 15 matchs, 12 buts.
- Équipe du Pérou : 81 matchs, 26 buts[25].

Total de compétitions officielles : 615 matchs, 338 buts soit 0,55 but par match.
En incluant les matchs officiels et amicaux : 892 matches, 515 buts.

### En sélection nationale
| Saison                | Sélection             | Phases finales        | Phases finales | Phases finales | Éliminatoires CDM | Éliminatoires CDM | Matchs amicaux | Matchs amicaux | Total | Total |
| Saison                | Sélection             | Compétition           | M              | B              | M                 | B                 | M              | B              | M     | B     |
| --------------------- | --------------------- | --------------------- | -------------- | -------------- | ----------------- | ----------------- | -------------- | -------------- | ----- | ----- |
| 1967-1968             | Pérou                 | -                     | -              | -              | -                 | -                 | 1              | 0              | 1     | 0     |
| 1968-1969             | Pérou                 | -                     | -              | -              | -                 | -                 | 13             | 3              | 13    | 3     |
| 1969-1970             | Pérou                 | Coupe du monde 1970   | 4              | 5              | 4                 | 1                 | 11             | 3              | 19    | 9     |
| 1970-1971             | Pérou                 | -                     | -              | -              | -                 | -                 | 1              | 0              | 1     | 0     |
| 1971-1972             | Pérou                 | -                     | -              | -              | -                 | -                 | 9              | 2              | 9     | 2     |
| 1972-1973             | Pérou                 | -                     | -              | -              | 2                 | 0                 | 9              | 3              | 11    | 3     |
| 1974-1975             | Pérou                 | Copa América 1975     | 6              | 2              | -                 | -                 | -              | -              | 6     | 2     |
| 1976-1977             | Pérou                 | -                     | -              | -              | 4                 | 2                 | 1              | 0              | 5     | 2     |
| 1977-1978             | Pérou                 | Coupe du monde 1978   | 6              | 5              | -                 | -                 | 5              | 0              | 11    | 5     |
| 1980-1981             | Pérou                 | -                     | -              | -              | 1                 | 0                 | -              | -              | 1     | 0     |
| 1981-1982             | Pérou                 | Coupe du monde 1982   | 3              | 0              | -                 | -                 | 1              | 0              | 4     | 0     |
| Total sur la carrière | Total sur la carrière | Total sur la carrière | 19             | 12             | 11                | 3                 | 51             | 11             | 81    | 26    |

### Buts en sélection
| Buts en sélection de Teófilo Cubillas | Buts en sélection de Teófilo Cubillas | Buts en sélection de Teófilo Cubillas             | Buts en sélection de Teófilo Cubillas | Buts en sélection de Teófilo Cubillas | Buts en sélection de Teófilo Cubillas | Buts en sélection de Teófilo Cubillas |
|                                       | Date                                  | Lieu                                              | Adversaire                            | Score                                 | Résultat                              | Compétition                           |
| ------------------------------------- | ------------------------------------- | ------------------------------------------------- | ------------------------------------- | ------------------------------------- | ------------------------------------- | ------------------------------------- |
| 1.                                    | 8 mai 1969                            | Bogota (Colombie)                                 | Colombie                              | 1-2                                   | 1-3                                   | Match amical                          |
| 2.                                    | 9 juillet 1969                        | Lima (Pérou)                                      | Paraguay                              | 1-1                                   | 2-1                                   | Match amical                          |
| 3.                                    | 9 juillet 1969                        | Lima (Pérou)                                      | Paraguay                              | 2-1                                   | 2-1                                   | Match amical                          |
| 4.                                    | 17 août 1969                          | Estadio Nacional, Lima (Pérou)                    | Bolivie                               | 1-0                                   | 3-0                                   | Qualif. Coupe du monde 1970           |
| 5.                                    | 7 février 1970                        | Lima (Pérou)                                      | Tchécoslovaquie                       | 2-1                                   | 2-1                                   | Match amical                          |
| 6.                                    | 9 février 1970                        | Lima (Pérou)                                      | Roumanie                              | 1-1                                   | 1-1                                   | Match amical                          |
| 7.                                    | 24 février 1970                       | Estadio Nacional, Lima (Pérou)                    | Bulgarie                              | 3-3                                   | 5-3                                   | Match amical                          |
| 8.                                    | 2 juin 1970                           | Estadio Nou Camp, León (Mexique)                  | Bulgarie                              | 3-2                                   | 3-2                                   | Coupe du monde 1970                   |
| 9.                                    | 6 juin 1970                           | Estadio Nou Camp, León (Mexique)                  | Maroc                                 | 1-0                                   | 3-0                                   | Coupe du monde 1970                   |
| 10.                                   | 6 juin 1970                           | Estadio Nou Camp, León (Mexique)                  | Maroc                                 | 3-0                                   | 3-0                                   | Coupe du monde 1970                   |
| 11.                                   | 10 juin 1970                          | Estadio Nou Camp, León (Mexique)                  | Allemagne de l'Ouest                  | 1-3                                   | 1-3                                   | Coupe du monde 1970                   |
| 12.                                   | 14 juin 1970                          | Estadio Jalisco, Guadalajara (Mexique)            | Brésil                                | 3-2                                   | 4-2                                   | Coupe du monde 1970                   |
| 13.                                   | 5 avril 1972                          | Stade Aztèque, Mexico (Mexique)                   | Mexique                               | 0-1                                   | 2-1                                   | Match amical                          |
| 14.                                   | 23 avril 1972                         | Bucarest (Roumanie)                               | Roumanie                              | 0-2                                   | 2-2                                   | Match amical                          |
| 15.                                   | 4 mars 1973                           | Lima (Pérou)                                      | Guatemala                             | 1-0                                   | 5-1                                   | Match amical                          |
| 16.                                   | 4 mars 1973                           | Lima (Pérou)                                      | Guatemala                             | 2-0                                   | 5-1                                   | Match amical                          |
| 17.                                   | 23 avril 1977                         | Lima (Pérou)                                      | Panama                                | 1-0                                   | 4-0                                   | Match amical                          |
| 18.                                   | 20 août 1975                          | Estadio Alejandro Villanueva, Lima (Pérou)        | Chili                                 | 3-0                                   | 3-1                                   | Copa América 1975                     |
| 19.                                   | 30 septembre 1975                     | Mineirão, Belo Horizonte (Brésil)                 | Brésil                                | 1-2                                   | 1-3                                   | Copa América 1975                     |
| 20.                                   | 17 juillet 1977                       | Stade olympique Pascual-Guerrero, Cali (Colombie) | Bolivie                               | 1-0                                   | 5-0                                   | Qualif. Coupe du monde 1978           |
| 21.                                   | 17 juillet 1977                       | Stade olympique Pascual-Guerrero, Cali (Colombie) | Bolivie                               | 2-0                                   | 5-0                                   | Qualif. Coupe du monde 1978           |
| 22.                                   | 3 juin 1978                           | Stade Mario-Alberto-Kempes, Córdoba (Argentine)   | Écosse                                | 2-1                                   | 3-1                                   | Coupe du monde 1978                   |
| 23.                                   | 3 juin 1978                           | Stade Mario-Alberto-Kempes, Córdoba (Argentine)   | Écosse                                | 3-1                                   | 3-1                                   | Coupe du monde 1978                   |
| 24.                                   | 11 juin 1978                          | Stade Mario-Alberto-Kempes, Córdoba (Argentine)   | Iran                                  | 2-0                                   | 4-1                                   | Coupe du monde 1978                   |
| 25.                                   | 11 juin 1978                          | Stade Mario-Alberto-Kempes, Córdoba (Argentine)   | Iran                                  | 3-0                                   | 4-1                                   | Coupe du monde 1978                   |
| 26.                                   | 11 juin 1978                          | Stade Mario-Alberto-Kempes, Córdoba (Argentine)   | Iran                                  | 4-1                                   | 4-1                                   | Coupe du monde 1978                   |

## Palmarès et records
(janvier 2015).

### Collectif

#### En club
| Alianza Lima - Championnat du Pérou (2) : - Champion : 1977 et 1978. - Vice-champion : 1971 et 1987. - Meilleur buteur : 1966 (19 buts) et 1970 (22 buts). - Copa Libertadores - Meilleur buteur : 1972 (6 buts, ex aequo avec trois autres joueurs). |  | FC Porto - Championnat du Portugal - Vice-champion : 1975. - Coupe du Portugal (1) : - Vainqueur : 1977. |  | FL Strikers - Championnat de la NASL : - Vice-champion : 1980. |  | South Florida Sun - Championnat de l'USL (1) : - Champion : 1985. |

#### En équipe nationale
Pérou
- Copa América (1) :
  - Vainqueur : 1975.
  - Meilleur joueur : 1975[30].

### Distinctions personnelles
- Meilleur jeune joueur et Soulier de Bronze de la Coupe du monde 1970.
- Meilleur joueur sud-américain de l'année : 1972.
- Membre de la Sélection de Football de l'Amérique : 1973[7].
- Soulier d'Argent et nommé dans l'équipe idéale de la Coupe du monde 1978.
- Nommé dans l'équipe idéale de la NASL : 1980 et 1981[31].
- Nommé dans le FIFA 100 (Liste des meilleurs joueurs vivants de tous les temps).
- Nommé dans l'équipe idéale de l'Amérique du Sud : 1958-2008[32].
- 2e meilleur jeune joueur de l'histoire de la Coupe du monde[33] (2006).
- Nommé dans la liste des cinquante meilleurs joueurs du XXe siècle.
- Meilleur buteur de l'histoire de l'équipe du Pérou (matchs non officiels y compris).

### Records
- Meilleur buteur de tous les temps du Pérou avec 45 buts en 117 rencontres[26] dont 26 buts en 81 matchs officiels[25] (1968-1982). À noter néanmoins qu'il a été dépassé comme meilleur buteur de l'équipe du Pérou en matchs officiels tant par Paolo Guerrero (27 buts en 69 sélections au 24 mars 2016) que par Jefferson Farfán (27 buts en 94 sélections au 18 juin 2019).
- Meilleur buteur péruvien en Championnats de Première division : 268 buts en 469 matchs.
- 7e meilleur buteur de l'histoire de la Coupe du monde avec 10 buts au total (5 en 1970 et 5 en 1978).
- 5 fois nommé pour être le meilleur joueur sud-américain de l'année : 1971[34], 1972[5], 1975[35], 1977[36] et 1978[37].
- Meilleur buteur de l'histoire des Fort Lauderdale Strikers (59 buts en 120 matchs de championnat)[38].